# Université de Varmie et Mazurie d'Olsztyn
L’université de Varmie et Mazurie d'Olsztyn a été créée en 1999 par regroupement de l'Académie d'agriculture et de technologie d'Olsztyn (pl), de l'École supérieure de pédagogie d'Olsztyn (pl), et de l'Institut de théologie de Varmie (pl). Elle compte aujourd'hui 16 facultés.
Le recteur est le professeur Ryszard Górecki (pl), sénateur PO, vice-président de l'Académie polonaise des sciences (PAN).

## Composition
Olsztyn
- Faculté de génie biologique animal (Wydział Bioinżynierii Zwierząt)
- Faculté des arts (Wydział Sztuki)
- Faculté de biologie et bio technologie (Wydział Biologii i Biotechnologii)
- Faculté de sciences économiques (Wydział Nauk Ekonomicznych)
- Faculté de gestion de l'environnement et l'agriculture  (Wydział Kształtowania Środowiska i Rolnictwa)
- Faculté des sciences de l'environnement et de la pêche (Wydział Nauk o Środowisku)
- Faculté des sciences de l'alimentation (Wydział Nauki o Żywności)
- Faculté de géodésie et d'aménagement du territoire (Wydział Geodezji i Gospodarki Przestrzennej)
- Faculté des lettres et sciences humaines (Wydział Humanistyczny)
- Faculté de droit et de l'administration (Wydział Prawa i Administracji)
- Faculté de mathématiques et d'informatique (Wydział Matematyki i Informatyki)
- Faculté des sciences de la santé (Wydział Nauk Medycznych)
- Faculté des sciences sociales (Wydział Nauk Społecznych)
- Faculté des sciences et techniques (Wydział Nauk Technicznych)
- Faculté de théologie (Wydział Teologii)
- Faculté de médecine vétérinaire (Wydział Medycyny Weterynaryjnej)

Ełk
- Antenne d'Ełk (Wydział Studiów Technicznych i Społecznych w Ełku)